# Луций Цейоний Комод (консул 106 г.)
Вижте пояснителната страница за други личности с името Луций Цейоний Комод.
Луций Цейоний Комод (на латински: Lucius Ceionius Commodus) e сенатор и политик на Римската империя през края на 1 век и началото на 2 век. Комод е роден баща на по-късния Цезар Луций Елий.
Той произлиза от Етрурия и е син на Луций Цейоний Комод (консул 78 г.). Комод е женен за Плавция и е баща на Луций Цейоний Комод, който е осиновен от император Адриан и приема името Луций Елий Цезар, става цезар и наследник на императорската власт.
През 106 г. Луций Цейоний Комод е редовен консул заедно със Секст Ветулен Цивика Цериал, който по-късно се жени за съпругата му Плавция.